# Astochia caspica
Astochia caspica là một loài ruồi trong họ Asilidae. Astochia caspica được Hermann miêu tả năm 1917.